# América Soto López
América Soto López es una política mexicana, que ha sido miembro del Partido Revolucionario Institucional (PRI) y ha Redes Sociales Progresistas (RSP). Fue en dos ocasiones diputada federal.

## Biografía
Es licenciada en Filosofía egresada de la Benemérita Universidad Autónoma de Puebla (BUAP) y maestra en Educación Superior por la Universidad Autónoma Metropolitana (UAM). Tiene estudios de especialidad en Investigación Educativa y diplomados en Calidad Total y en Análisis Político en la BUAP.
Fue miembro del PRI desde 1977, en particular de la Confederación Nacional de Organizaciones Populares (CNOP). En el PRI fue presidenta de la comisión de Ideología, subdirectora de Población del Instituto de Estudios Políticos, Económicos y Sociales (IEPES) y coordinadora distrital y regional del comité estatal del partido.
En 1987 fue subsecretaria del Consejo Estatal de Población y en 1988 fue elegida diputada federal suplente por el Distrito 2 de Puebla a la LIV Legislatura siendo titular Carlos Grajales Salas. Grajales solicitó licencia y por tanto América Soto asumió la diputación el 29 de agosto de 1989, permaneciendo en el cargo poco menos de un mes, cesando el 22 de septiembre siguiente. Tras este mes, retornó al cargo de subsecretaria del Consejo Estatal de Población hasta 1992.
En 1992 fue coordinadora del programa de radio Domingos Políticos del PRI y en 1993 fue postulada y elegida diputada a la LII Legislatura del Congreso del Estado de Puebla por el Distrito 11 local, para el periodo que terminó en 1996. En 1997 fue postulada candidata a diputada federal propietaria por el Distrito 5 de Puebla. Logró el triunfo para la LVII Legislatura de dicho año al de 2000; pero no concluyó su periodo, el 13 de julio de 2000 recibió licencia definitiva al cargo. En esta legislatura fue presidenta de la comisión de Corrección de Estilo; así como integrante de las comisiones Especial de Equidad y Género; de Población y Desarrollo; y, de Radio, Televisión y Cinematografía.
De 2001 a 2005 fue asesora del director general del Instituto Mexicano del Seguro Social (IMSS) Santiago Levy Algazi. En 2005 el gobernador Mario Marín Torres la nombró directora general del Instituto Poblano de la Mujer, y estando en este cargo causó controversia por no condenar a Marín a raiz de las acusaciones en su contra por secuestro y tortura contra la periodista Lydia Cacho, teniendo como consecuencia la renuncia en protesta 11 consejeras del Instituto. Permaneció en el cargo hasta el fin del gobierno de Marín en 2011.
Dejó su militancia en el PRI al ser postulada como candidata la presidencia municipal de Puebla de Zaragoza en las elecciones estatales de 2021; No logró el triunfo al recibir 5 469 votos, frente de 318 424 del ganador, Eduardo Rivera Pérez del PAN.